# Schivardi
Cette page présente le nom de famille Schivardi ainsi que ses variantes.
Schivardi est un nom de famille d’origine italienne issu de Lombardie dans le nord de l'Italie, plus précisément de la région de Brescia. Ce patronyme italien est d’origine germanique, provenant du prénom médiéval Si[g]ward (Siwardi ou Siwardus en latin), importé en Italie au début du Moyen Âge par les envahisseurs lombards et leurs compagnons de route saxons. Le prénom finit probablement par être adopté par la population autochtone, ce qui donnera naissance au patronyme après l’an 1000.
Avec l’immigration italienne, le patronyme apparaît en France dans la première moitié du XXe siècle, et on le retrouve principalement dans le Sud-Ouest du pays, notamment dans l'Aude et dans la Haute-Garonne. Il reste cependant assez peu répandu dans l’Hexagone.

## Personnalités
- Antonio Schivardi (XIXe siècle), auteur italien d’une Biografia dei medici illustri bresciani[3] ;
- Giacomo Schivardi, footballeur italien de l’équipe de Padoue dans les années 1920 et 1930 ;
- Antonio Schivardi (1910-1944), résistant italien lors de la Seconde Guerre mondiale ;
- Gérard Schivardi (né en 1950), candidat français à l’élection présidentielle de 2007.